# Faverolles-la-Campagne
Faverolles-la-Campagne è un comune francese di 150 abitanti situato nel dipartimento dell'Eure nella regione della Normandia.

## Società

### Evoluzione demografica
Abitanti censiti